# Osmotherley (North Yorkshire)
Osmotherley – wieś w Anglii, w hrabstwie North Yorkshire, w dystrykcie (unitary authority) North Yorkshire. Leży na granicy parku narodowego North York Moors, 48 km na północ od miasta York i 328 km na północ od Londynu. Miejscowość liczy 600 mieszkańców.